# 切拉索
切拉索（義大利語：Ceraso），是意大利萨莱诺省的一个市镇。总面积45平方公里，人口2561人，人口密度56.9人/平方公里（2009年）。ISTAT代码为065040。